# Српска православна црква Вазнесења Господњег у Чуругу
Српска православна црква Вазнесења Господњег у Чуругу је подигнута 1862. године и представља споменик културе у категорији непокретних културних добара од изузетног значаја.

## Историјат
Црква је изграђена као једнобродна неокласицистичка грађевина монументалних размера на којој доминирају неоренесансни елементи. Уобичајене је просторне концепције са наглашеним певничким трансептом, припратом из које се пење у хор и западним прочељем које надвисују три торња, од којих је средишњи највиши. 
Главни улаз је истакнут тремом који граде два пара коринтских стубова. Декоративни портици са тимпаноном у врху обележавају бочне улазе, што се у пречишћеном облику понавља и на певницама. Поља до висине прозора, оперважених флоралним мотивима, су касетирана, тако да је склад хоризонталне и вертикалне поделе потпун.
Иконостас од белог мермера пројектовао је Михаило Валтровић, а осликао Ђорђе Крстић у последњој деценији 19. века. Овим подухватом је реализована њихова заједничка идеја о националној уметности, која и поред чврстих веза са традицијом није изгубила интересовање за модерна европска струјања. Црква је позната и по чувеном звону "Велико контра ГЕ" тешком 4.775 кг. на ком пише "Српска православна црквена општина у Чуругу за време славне владе Њ. В. Александра И Краља Срба, Хрвата и Словенаца и архијерјества Њ. В. Пр. Г. Др Иринеја Епископа Новосадског-Бачког подиже на СВ. Вазнесењском Храму своме ово звоно да дању и ноћу буди верне к славенослављу светога имена божијега".
Конзерваторски радови изведени су 1960. и 1972. године.

## Галерија
- Иконостас, рад Михаила Валтровића и Ђорђа Крстића